# Ейсселстейн
Ейсселстейн (нід. IJsselstein, нід. вимова: [ˈɛisəlstɛin] ( прослухати)) — місто і муніципалітет у Нідерландах, у провінції Утрехт.
Розташоване на берегах річки Голландсе-Ейссел, від якої й отримало свою назву. Міські права отримало 1331 року.

## Топографія
Нідерландська топографічна карта муніципалітету Ейсселстейн, червень 2015 року

## Визначні мешканці
- Мішел Ворм (нар. 1983) — футбольний голкіпер

## Галерея

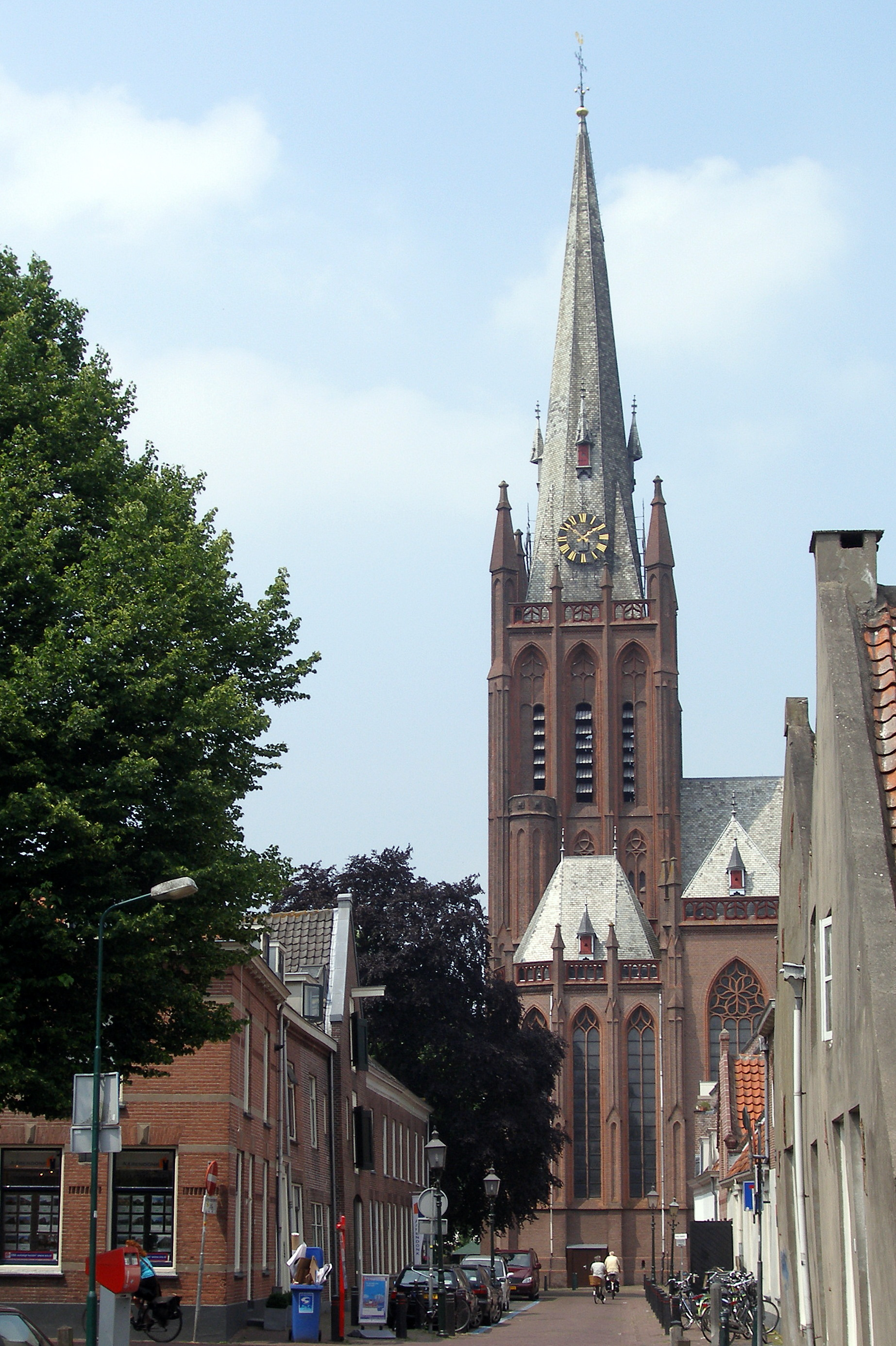
Католицька базиліка
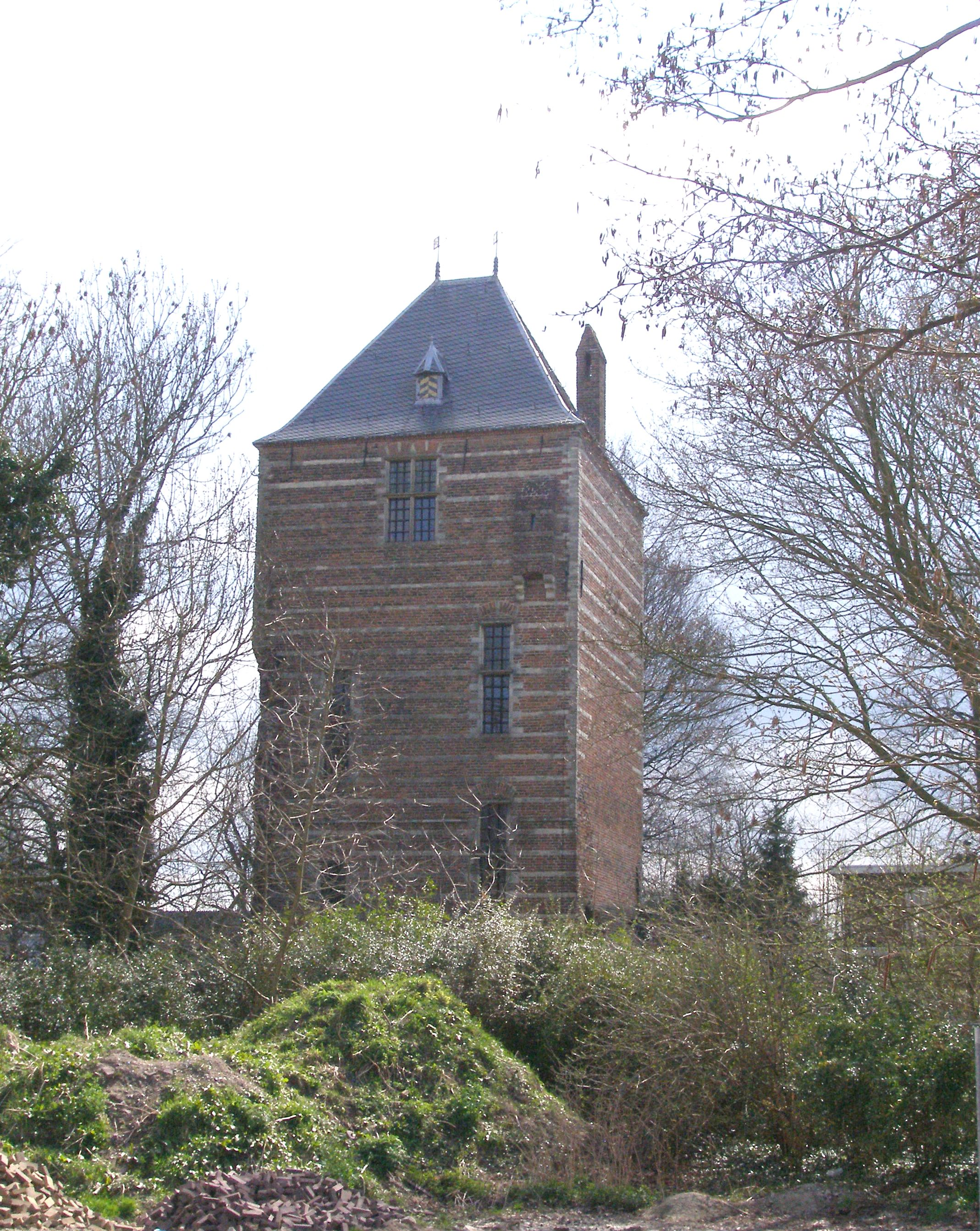
Башта замку
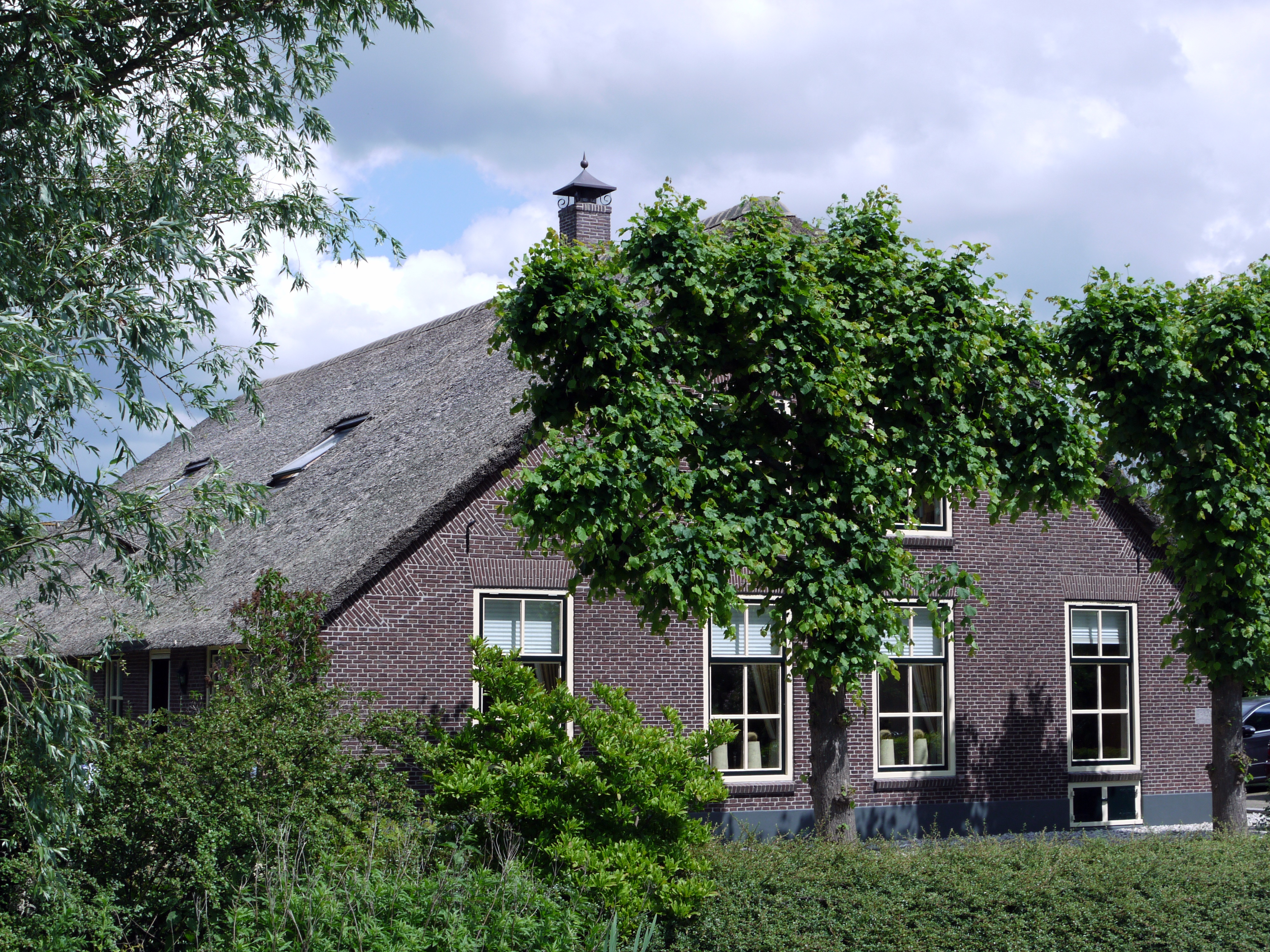
Будинок у місті
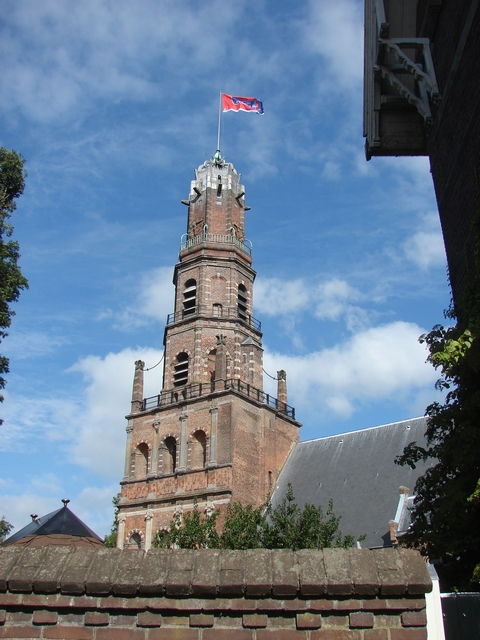
Протестантська церква
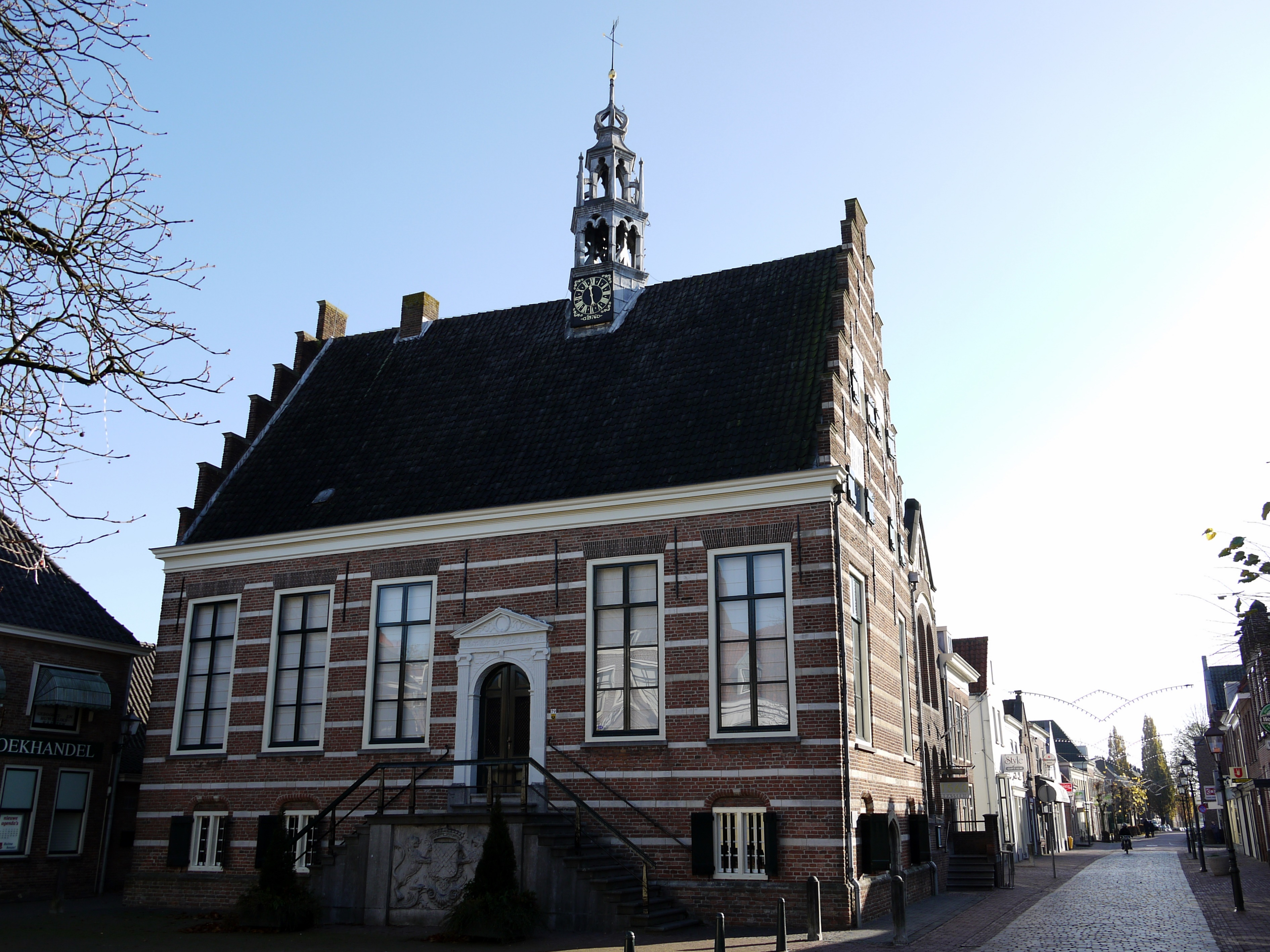
Історична адміністративна будівля